# John Norum
John Terry Norum  (Vardø, Noruega, 23 de fevereiro de 1964) é um guitarrista de hard rock e fundador da banda Europe com o vocalista Joey Tempest. Sueco nascido na Noruega, saiu da banda no final de 1986 e teve uma bem sucedida carreira solo, retornando ao Europe em 2003.

## Carreira
Em 1978, John Norum formou o Force, primeiro nome do Europe, junto com o vocalista Joey Tempest. O Europe participou e venceu o "Rock Sm", campeonato sueco de rock, transmitido pela televisão em 1982, com Norum escolhido melhor guitarrista e Joey como melhor vocalista. O prêmio do campeonato seria a gravação de um álbum de estúdio de uma pequena gravadora sueca.
O álbum Europe foi lançado em fevereiro de 1983 e se tornou um sucesso no país de origem da banda e no Japão. Em fevereiro de 1984 foi lançado Wings of Tomorrow, segundo álbum do Europe, e a banda estava começando a se tornar muito popular na cena sueca, fazendo turnês por todo o país e também ganhando reconhecimento entre o público nipônico.
A banda assinou contrato com a Epic Records em 1985 e o álbum The Final Countdown foi gravado no final do ano. O mesmo foi lançado em maio do ano seguinte e rapidamente alcançou sucesso nos países da Europa, Japão e Estados Unidos. Uma série de desentendimentos começou a ocorrer mesmo antes do início da turnê entre John Norum e o empresário da banda, Thomas Erdtman, que levou o guitarrista a decidir deixar a banda em outubro de 1986.
John Norum assinou um contrato solo com a mesma gravadora do Europe para três álbuns de estúdio. Em outubro de 1987, saiu seu primeiro album solo Total Control. Norum cantou quase todas as músicas, e Goran Edman, participou de 3 músicas, e o álbum foi bem-sucedido na Suécia, alcançando a 4ª posição nas paradas e ganhando disco de platina (o single "Let Me Love You", foi # 4 nos charts da Suécia e a balada "Back On The Streets" # 34 na Billboard Rock). A banda fez uma turnê pela Suécia e o último show foi no Hammersmith Odeon em Londres, Inglaterra, no final de 1988.
O talento de John Norum, visto em álbuns com o Europe e seu primeiro álbum solo, despertou o interesse do vocalista Don Dokken da banda americana Dokken, que terminou em 1988. Eles fizeram uma turnê mundial em 1991 apos gravarem o album "Up From The Ashes", album solo de Don Dokken, em 1990. Um mini ep ao vivo, gravado em 1988, Live In Stockholm, foi lancado por John Norum em 1990.
Em 1992, o álbum Face the Truth foi lançado. Este álbum já era um projeto desde 1987 com o ex-baixista e vocalista do Deep Purple, Glenn Hughes, e ele cantou praticamente todas as músicas. Houve também a participação do vocalista do Europe, Joey Tempest, com quem fez as pazes.
Em 1995, o álbum Another Destination foi lançado, sendo seu último trabalho com a Epic Records, e uma turnê na Suécia aconteceu, com um novo vocalista, Kelly Keeling (que cantou no álbum). Em dezembro de 1996, outro álbum, Worlds Alway saiu (com Keeling cantando), por uma nova gravadora, Mascot Records e, no ano seguinte, um show no Japão foi gravado (com um novo vocalista, Leif Sundin), para o álbum Face It Live. No final de 1997, Norum fez 15 shows com Dokken nos Estados Unidos, substituindo George Lynch que havia deixado a banda.
Em 1999, veio o último álbum solo antes de seu retorno ao Europe, Slipped Into Tomorrow. Ele saiu em turnê na Escandinávia, com o guitarrista Brian Robertson tocando músicas do Thin Lizzy.
Na virada do milênio, Norum participou da apresentação do Europe para a TV sueca após 14 anos. Ainda em 2000, ele se juntou novamente ao Europe, desta vez no Hard Rock Cafe, em Estocolmo, para tocar Rock The Night.
Em 2001, John Norum se juntou ao Dokken como membro oficial. Eles fizeram uma turnê pelos Estados Unidos em 2001 e em 2002 lançaram o álbum Long Way Home, e durante a turnê pela Europa, não satisfeito com o temperamento de Don Dokken, ele decidiu deixar a banda. Em 2003, o Europe anunciou o retorno das atividades e, após 17 anos, John Norum retornou à banda. Ele recusou uma proposta do UFO antes de voltar ao Europe (Norum já havia aceitado uma proposta do UFO em 1996, mas Michael Schenker, que havia saído, ao saber do fato retornou a banda).
Desde 2004, o Europe já lançou 6 álbuns de estúdio e John Norum 3
álbuns de estúdio, Optimus, de 2005, Play Yard Blues, de 2010. Um novo álbum solo, Gone to Stay foi lançado em 2022. "Jonta" seu apelido na banda e casado e tem 3 filhos.